# Graham Broad
Graham Broad (né le 10 mars 1957) est un batteur anglais jouant professionnellement depuis l'âge de quinze ans, après avoir fréquenté le Royal College of Music en 1970. C'est un ancien élève du professeur de batterie Lloyd Ryan, qui a également enseigné à Phil Collins les rudiments de la batterie.
Ses œuvres ont duré des décennies avec des musiciens tels que Roger Waters, Tina Turner, The Beach Boys, Procol Harum, Jeff Beck, Tom Cochrane et Red Rider, Van Morrison, Bryan Adams, Bill Wyman, Tony Banks et George Michael.
Désigné comme l'un des batteurs les plus productifs des années 1980, son travail figurait dans le Top 10 des hits de Bucks Fizz, Dollar, Tina Turner, Bardo, Go West, Five Star, ABC (apparaissant même dans le clip de leur morceau When Smokey Chante), et Wham!.
Broad a principalement joué avec l'ancien chanteur de Pink Floyd Roger Waters, depuis 1987, où il a joué de la batterie sur l'album Radio KAOS de Waters et après la tournée. En 1990, Broad, qui avait rejoint le Bleeding Heart Band de Waters, s'est produit sur scène lors du concert The Wall à Berlin. En 1992, il joue sur le troisième album solo de Waters : Amused to Death. En 1999, Waters l'a invité à le rejoindre pour sa tournée In the Flesh, qui a duré trois ans, de 1999 à 2002. Broad a également participé à la tournée The Dark Side of the Moon Live, qui a commencé en juin 2006 et qui a été prolongée avec des représentations supplémentaires pour se terminer au printemps 2008. Broad a de nouveau joué avec Roger Waters dans The Wall Live (2010-2013), en tournée en Amérique du Nord et en Europe.
Broad joue également avec Rhythm Kings de Bill Wyman.
Il soutient DW, Evans et Zildjian[non neutre].

## Discographie
- Bandit – Bandit (1976)
- Mike Oldfield – Five Miles Out (1982)
- Wham! – Fantastic (1983)
- Culture Club – Colour by numbers (1983)
- Naked Eyes – Fuel for the Fire (1984)
- Tina Turner – Private Dancer (1984)
- Go West – Go West (1985)
- The Beach Boys – The Beach Boys (1985)
- ABC – Alphabet City (1987)
- Roger Waters – Radio K.A.O.S. (1987)
- Roger Waters – Radio K.A.O.S. (tour) (1987–1988)
- The September When (en) - The September When (1989)
- Roger Waters – The Wall Live in Berlin (1990)
- Tony Banks - Still (1991)
- Bonnie Tyler – Angel Heart (1992)
- Roger Waters – Amused to Death (1993)
- Roger Waters – In the Flesh: Live (1998–1999–2000–2001–2002)
- Roger Waters – The Dark Side of the Moon Live (2006–2007–2008)
- Roger Waters – The Wall Live (concert tour) (2009–2013)